# Математическо доказателство
Математическо доказателство е убедителното демонстриране, че дадено математическо твърдение е вярно при зададените логически и математически операции и ползвани теореми. Математическото доказателство най-често се използва като такова за доказването на математическите теореми, когато едно математическо предложение може да бъде прието от научната общност за теорема, а не за това, което наричат научна хипотеза, включително нови теореми в математиката (като например математическите доказателства в комбинаторика, математически структури и равнини, и математически събития като компоненти на комбинаториката на Колмогоров, като част от решаването на математическите проблеми в областта на математическите прогнози за ИИ и споровете на отделните страни в областта на предикциите / математимечските прогнози). 
Математическите теореми имат по-голяма сила дори от статистиката, която може да бъде пресмятана в плана на историческата релевантност или съотносителност към събитийност на Колмогоров. 
В същото време математическите доказателства могат да се ползват за доказване на неверността на някои математически твърдения. 
В математиката доказателствата се получават чрез дедуктивни разсъждения (при доказване на вече съществуващи възприети теореми), а не чрез логическа индукция или по емпиричен път, както в природните науки. При тях се използва логика, но обикновено тя не е формализирана и включва изрази от естествения език, който позволява известна двусмисленост. Чисто формалните доказателства, изписани на изцяло символичен език, са предмет на теорията на доказателствата.
Доказаните твърдения се наричат теореми в математиката, като се приема, че доказателството е изнамерено от някого, някой пръв е извършил доказването. Когато нито утвърждаващото, нито отричащото твърдение все още не са доказани, такова твърдение се нарича хипотеза. Когато в процеса на доказването на теорема се отделят помощни за тях твърдения, по-малко сложни от теоремата, те се наричат леми.

## Основни елементи на всяко доказателство
Основни елементи на всяко доказателство е част от математическата логика при доказване на вече съществуващи и класически математически теореми, тъй като те се смятат за равносилни или почти равносилни, докато при новите теореми, тази равноделност на доказателството все още не е присъща на новите теореми. 
- Математическа теза, която може да бъде развита и в тезис, ако приносът е наистина значим – логически и математически съждения, които се доказват, развиват и ако получат, намерят област за новъведение може да бъдат разглеждани като математическа теза, която предхожда работата по нова математическа теорема.

Математическите теореми са големи математически доказателства в областта на математиката, които позволяват решаването на определен вид математически задачи (или в английски проблеми / problems)
- Основания за започване на работа в областта на математическите доказателства и решаване на задачи в някоя математическа област, които могат да доведат до извеждане на теорема – първоначалните доводи и аргументи, привеждане на известни съждения, които се използват за установяване верността на тезиса (първоначален, основен тезис) по работата върху дадена математическа теорема.
- Вид и използвани правила за математическите и изчислителни изводи и логическите закони, които са използвани и които определят реда и начина на съчетаване на основанията за поставяне на математическия тезис, или разработка, а от там и за съставянето на базата на тези и други математически работи на нова математическа теорема;

Новите математически теореми могат да променят изчислителните методи или дори резултати, особено в областта на статистиката, тъй като стават част от изчислителните методи в дадена област. 
- Верността на математическия тезис се установява при представянето на доказателството или доказателствата, както и особено при включването му в общите доказателства по дадена математическа теорема и приемането й от научната общност в цялост.

## Видове математически доказателства
Математическите доказателства най-общо биват 2 вида:
1. Доказателства на теореми
  1. Доказателство към класическа или известна теорема
  2. Нови доказателства към класически теореми
  3. Доказателства към нови теореми
2. Доказателства към решавани математически задачи

В зависимост от това дали при доказването на твърдението (в определена математическа област) се използва, или не се използва неговото отрицание, математическото доказателство е пряко, а при използване на подвключвания в множества - косвено, но също така пряко може да е използването на математически аксиоми или аксиомни редове . Такова доказателство, при което се доказва неверността на отрицанието на дадено твърдение, се нарича косвено. Доказателство, в което не се използва доказване неверността на никое твърдение, се нарича пряко.

### Структура на пряко доказателство
Твърдението може да бъде изказано в категорична форма или в условна форма. Всяка категорична форма може да бъде трансформирана в условна, т.е. като импликация p → q. Доказването на верността на една импликация се основава на хипотетичния силогизъм.
{\displaystyle {\frac {p\rightarrow p_{1},p_{1}\rightarrow p_{2},...,p_{k}\rightarrow q}{p\rightarrow q}}}
Доказването на твърденията p → q се свежда до намиране на различни импликации
{\displaystyle p\rightarrow p_{1},p_{1}\rightarrow p_{2},...,p_{k}\rightarrow q\,,}
където някои импликации е възможно да са конюнкции от други съждения, и схемата става по-сложна; следва подреждането на импликациите в съответен ред и прилагане на правилото. Всяка от използваните импликации се основава на позната аксиома, предварително доказана вече теорема или на познато определение.
Исторически съществуват три схеми на разсъждения за извършване на тези дейности.
- Схема на Евклид

Импликациите се откриват отзад напред, като първо се откриват обратните им. Съществуват изследвания, че тази схема се използва и преди Евклид, още през пети век пр.н.е. в школата на Платон. Има вида:
Ако е вярно q, то вярно е pk.
{\displaystyle q\rightarrow p_{k}\,}
Ако е вярно pk, то вярно е pk-1.
{\displaystyle p_{k}\rightarrow p_{k-1}\,}
......
Ако е вярно p1, то вярно е p.
{\displaystyle p_{1}\rightarrow p\,}
Следователно, ако е вярно q, то вярно е и p.
{\displaystyle q\rightarrow p\,}
За доказване на твърдението се използват обратните импликации на откритите, проверява се верността им, подреждат се в обратен ред и се прави необходимият извод. При тази схема доказателството се разчленява на отделни стъпки (импликации), затова се възприема, че чрез схемата на Евклид се прави анализ на доказателството, а след като с проверката на верността на обратните импликации на откритите и подреждането им в обратен ред, се получава самото доказателство, по този начин се извършва синтез на доказателството. Така в схемата на Евклид се съдържа и схемата на синтеза.
- Схема на синтеза

Тъй като е вярно p, то вярно е p1.
{\displaystyle p\rightarrow p_{1}\,}
Тъй като е вярно p1, то вярно е p2.
{\displaystyle p_{1}\rightarrow p_{2}\,}
......
Тъй като е вярно pk, то вярно е q.
{\displaystyle p_{k}\rightarrow q\,}
Следователно, тъй като е вярно p, то вярно е и q.
{\displaystyle p\rightarrow q\,}
Често схемата на синтеза се използва и без преди това да е използвана първата част от схемата на Евклид за анализ на доказателствата. Това са случаи, при които извършващият доказателството е достатъчно трениран в провеждането на подобни доказателства.
- Схема на Пап

За да е вярно q, достатъчно е да е вярно pk.
{\displaystyle p_{k}\rightarrow q\,}
За да е вярно pk, достатъчно е да е вярно pk-1.
{\displaystyle p_{k-1}\rightarrow p_{k}\,}
......
За да е вярно p1, достатъчно е да е вярно p.
{\displaystyle p_{1}\rightarrow p\,}
Следователно, за да е вярно q, достатъчно е да е вярно p.
{\displaystyle p\rightarrow q\,}
При използването на схемата на Пап се вижда, че направо се откриват необходимите импликации, но в обратен ред. Затова е достатъчно само да се обърне „редът“, в който тези импликации са открити.
Трябва да се отбележи, че при използването на схемите често се извършва известното от психологията „съкращаване на действията“, т.е. не винаги се пише и изговаря задължително всичко. Важно е да се спазва съответната насоченост на разсъжденията – така определена схема е проведена.

### Предимства и недостатъци на трите схеми
От дидактична гледна точка най-стройна е схемата за синтеза – при нея направо се получава необходимото доказателство. За неподготвените в извършване на математически разсъждения хора то е изкуствено и трудно.
Разсъжденията по схемата на Евклид не осигуряват директно необходимите междинни импликации, но е по-ясна връзката между основната цел (твърдението q) и междинните импликации, защото се тръгва от q. В тази връзка схемата на Евклид изглежда по-лесна от схемата на синтеза.
Най-естествена и лесна се оказва схемата на Пап. При нея при откриването на всяка междинна импликация ясно се поставя целта (твърденията p1, p2, ..., pk), направо се посочва връзката на първата цел (твърдението pk), оттам и на всяка следваща цел с основната цел (твърдението q). Недостатък на схемата на Пап е, че за да се получи в стегнат вид, импликациите трябва „да се пренаредят“.

### Структура на косвените доказателства
Действия:
- Образуване отрицанието ¬q на твърдението q, което трябва да се докаже, че е вярно, след като е вярно твърдението p.
- Доказване неверността на образуваното отрицание ¬q.
- Извод за верността на самото твърдение q въз основа на закона за изключеното трето.

За доказване неверността на едно твърдение обикновено се използва модус толенс, т.е. отричането на консеквента (последователността) на една истинна импликация води до отричането на антецедента (предходния факт).
Опровержението на неистинно твърдение може да се извърши пряко или косвено.
Към прякото опровержение спадат: опровержение с факти, критика на аргументите, критика на използвана демонстрация. Към косвеното опровержение спада опровержение чрез свеждане към абсурд.
Според закона за изключеното трето (лат – Les exclusi tertii sive medii inter duo contradictiria) от две противоречащи си твърдения в едно и също време и в едно и също отношение (за един и същи предмет), едното непременно е вярно, изключена е трета възможност.
От дидактична гледна точка, при еднаква сложност, косвените доказателства са по-трудни от преките.

## Забележителни факти
Пример за дългогодишни усилия, в продължение на стотици години, да се опише математическо доказателство, е Великата теорема на Ферма, формулирана още през седемнадесети век. Множество математици правят опити да опишат нейното доказателство, някои допускат грешки, после ги откриват или твърде бързо се опровергават вариантите на техните доказателства от колегите им. Все още продължават да постъпват нови предложения, най-често – с грешки и пропуски за тази вече доказана теорема.